# Євангельські християни-суботники, хрещені Духом Святим
Євангельські християни-суботники, хрещені Духом Святим, ще називають Суботствуючі п'ятидесятники або Суботники — євангельська деномінація, близька по вченню до п'ятидесятницької течії церква, яка дотримується суботи та чистоти їжі. Прихильники такої течії незалежно з'являлися в різних куточках світу через дослідження Біблії та зацікавлення питаннями актуальності для християн Божих постанов щодо суботи, їжі та хрещення Духом Святим.
Інші назви:
- Християни, що зберігають заповіді Божі та мають свідчення Ісуса Христа[1];
- Християни, що виконують заповіді Божі та хрещені Духом Святим;
- Християни суботнього дня.

## Особливості вчення

### Субота
В суботу людина звільняється від земних справ і роботи, та присвячує час Богу. Виключенням може бути термінова допомога для критичного спасіння життя і здоров'я, що ніяк неможливо відкласти. Дотримання суботи здійснюється від заходу сонця до заходу.

### Їжа
Крім питання суботи, суттєвою відмінністю євангельських християн суботників від п'ятидесятників є дотримання чистоти їжі. В 1-му розділі Біблії та книги Буття написано про турботу і постанову Бога і Творця щодо їжі, яку має вживати людина, а саме, рослинність. В 7-му розділі книги Буття, ще до потопу, за ~800 років до Мойсея вже знали про поділ тварин на чистих і нечистих, а після потопу дається дозвіл на вживання в їжу і тварин. А в 11-у розділі книги Левит наведені визначення і детальний список нечистих тварин, м'ясо яких Господь забороняє вживати в їжу (в тому числі птиць і риб). Також заборонено вживати в їжу кров та мертвечину.

### Різниця між суботою та старозавітними святами і обрядами
Такі християни здебільшого чітко відрізняють:
- дотримання суботи та чистоти щоденної їжі – питання, які згадуються від творіння і набагато раніше Мойсея[2] та актуальні і в період благодаті[3];
- від старозавітних Господніх свят та обрядової їжі – не актуальні для християн до виконання, мали конкретний період дії від Мойсея до Христа, вказували на Ісуса Христа і небезпечні для дотримання в час благодаті після Його великої Жертви за людей[4][5].

В Біблії можна зустріти три різних понять суботи:
- тижнева субота (7-й день),
- субота річна (свято дня очищення раз в рік, одне з 7-ми старозавітніх свят)
- та субота землі (рік спокою землі і прощення)

Перший тип субот почав свою дію від творіння, в ній закладений смисл спокою від справ, як і Творець відпочив після 6-ти днів творіння, а також повне присвячення цього дня Господу, духовним питанням, оскільки цей день звільняється від земних справ. Інші два типи субот з'являються від Мойсея і тісно пов'язані з періодом Старого завіту, втратили актуальність після Христа.

### Різниця між щоденною їжею та обрядовою їжею
Схоже і їжа ділиться на:
- їжу щоденну, звичайну, для підкріплення тіла, визначення щодо її чистоти і допустимості вживання не мають обрядовий характер, а є звичайними життєвими питаннями людини і  визначення Творця, що вживати людині Ним створеної;
- їжу обрядову, яка пов'язана з правилами Старого Завіту, така їжа вказувала (тінила) на прихід Ісуса Христа, і втратила своє призначення і актуальність застосування[6].

### Хрещення Духом Святим
В цьому питанні береться за основу обіцянка Бога через пророків та Ісуса Христа, що буде надісланий Святий Дух на людей, та приклади хрещення Духом Святим, про що читаємо в книзі Дій Апостолів, як це було у перших християн.

### Інші питання
Також практикується омивання ніг під час кожного служіння спомину або причастя. Відмінністю також є і те, що євангельські християни суботники не святкують жодні свята, які відзначаються католицькою чи православною церквами такі, як Різдво, Великдень, Трійцю та інші.

## Приклади
Є багато прикладів формування на основі Біблії такого розуміння дотримання суботи, чистоти їжі та хрещення Духом Святим в різних куточках землі, при чому незалежно один від одного. В книзі Михайла Палчея "Простая правда" можна прочитати один з таких прикладів, а також про виникнення відповідних церков в Закарпатті.
Ще одним з прикладів є версія, як течія розвинулася в 1920-30-ті роки на Західній Україні. У ті роки на Західній Україні, що тоді перебувала у складі Польщі, діяли, у тому числі місіонери американської Церкви Бога (Клівленд, Теннессі), що видавали в місті Кременець (Тарнопільське воєводство) під редакцією Д. Герасевича журнал «Будівельник Церкви Бога». Саме в середовищі хрещених цією місією й з'явилися суботствуючі п'ятидесятники, богослів'я яких в цілому відповідало вченню американської Церкви Бога, зокрема, вченню про три благословіння — навернення, освячення й хрещення Духом (вже це відрізняє їх від більшості п'ятидесятників країн колишнього СРСР, що визнають необхідність двох благословінь). Самою характерною їх рисою стало дотримання суботи як Господнього дня, замість неділі, у чому вони розійшлися з американською місією.

## Місцеположення
Об'єднанням громад суботствуючих п'ятидесятників є Союз церков євангельських християн-суботників, хрещених Духом Святим, що діє в Україні (переважно у Закарпатській області, Черкаській області (Багачеве)), але також включає нечисленні групи у Прибалтиці та Росії (у Краснодарському краї, Нальчику). Численні громади субоствуючих п'ятидесятків утворилися унаслідок релігійної еміграції з 1988 року у США у Портланді (Орегон), Ванкувері й Сіетлі (Вашингтон), Спрінгфілді (Мізурі) й Чаттанузі (Теннессі).
Зараз громади п'ятидесятників-суботників діють у Закарпатській області (там їх найбільша кількість), Львові, Багачеві, Тернополі, Івано-Франківську, Чернівцях, Луцьку, Новояворівську, Новодністровську, Фастові, Люботині (біля Харкова), Краматорську, Камишанах (біля Херсона), Кам’янському (Дніпропетровська обл., в минулому Дніпродзержинськ), в Бережанах, Тешині (Польща), Празі, Парижі, Міндені (Німеччина), Зінгені (Німеччина), чимало їх є в Молдові, США та інших місцях.
У прикарпатті церкви євангельських християн-суботників, хрещених Духом Святим, мають спільну назву Церква Спасителя Христа, найвідоміша з яких знаходиться у Тернополі.

## Дивитися також
- суботники
- суботство
- субота
- Господній день